# Nervo
Nervo lub Nervo Twins – australijski duet muzyczny tworzony przez bliźniaczki Miriam i Olivia Nervo (ur. 18 lutego 1982), które są piosenkarkami i kompozytorkami elektronicznej muzyki tanecznej, dance, muzyki pop i electro house.
Po podpisaniu w wieku 18 lat kontraktu z Sony/ATV Music Publishing bliźniaczki rozpoczęły  karierę od pisania piosenek. Duet Nervo jest współtwórcą singla When Love Takes Over wykonywanego przez Davida Guettę i Kelly Rowland. Utwór został nagrodzony Grammy Award.

## Dzieciństwo i młodość
Bliźniaczki Miriam i Olivia Nervo urodziły się i wychowały w Ivanhoe, Melbourne, Australia. Studiowały w Genazzano fcj College w Kew. Rozpoczęły swoją karierę jako modelki w jednej z australijskich agencji o nazwie Chadwick. Ponadto były ambasadorkami podczas L’Oreal Fashion Festival.

## Kariera

### Moda
Gdy siostry Nervo skończyły szesnaście lat wzrosło zainteresowanie nimi wśród agentów modelek, lecz w kwietniu 2012 roku Olivia stwierdziła, że dla nich muzyka zawsze była celem.

### Nervo
Bliźniaczki zostały przyjęte do Opera Australia Academy, ale zdecydowały się kontynuować karierę muzyczną. Następnie podpisały kontrakt z Sony / ATV Music Publishing i skupiły się  na pisaniu piosenek.  Pierwsze uznanie zdobyły po napisaniu piosenki Negotiate with Love dla brytyjskiej piosenkarki pop Rachel Stevens. Piosenka wspięła się na dziesiątą pozycję w notowaniach listy przebojów w 2005 roku na wyspach brytyjskich. Następnie siostry pisały piosenki dla Kesha, Richard Grey, Sophie Ellis-Bextor, Ashley Tisdale i Pussycat Dolls.
Kiedy ich kontrakt wygasał rozważały zakończenie kariery z powodu ogólnego niezadowolenia i braku sukcesów na większą skalę, którego doświadczyli podczas pracy z wydawcą. Spróbowały jednak jeszcze raz.  W 2008 roku podpisały kontrakt z małym niezależnym szwedzkim wydawnictwem Razor Boy. Trafiony ruch odniósł szybkie korzyści, gdy nowemu wytwórcy dzięki Universal A&R Max Gousse udało się  zorganizować sesję z Kelly Rowland. Grupa razem z Davidem Guetta i Kelly Rowland współtworzyła hit "When Love Takes Over", który zdobył nagrodę Grammy i zdobywał pierwsze lokaty w notowaniach list przebojów na całym świecie.

### 2010
W marcu 2010 roku, Nervo ogłosiło kontrakt z wytwórnią Virgin Records / EMI Music, który obejmował joint venture mające na celu odkrywanie nowych artystów. Miesiąc później Nervo wydało przez niezależną wytwórnię Loaded Records  swój klubowy singiel zatytułowany "This Kind Of Love". Ich singiel plasował się na pierwszych miejscu światowych list przebojów muzyki klubowej. Zajął drugie miejsce w notowaniu Music Week muzyki klubowej i szóste miejsce w notowaniu Music Week muzyki pop. W czerwcu 2010 roku Allison Iraheta zaśpiewała utwór Don't Waste the Pretty napisany wspólnie z Nervo. Bliźniaczki pracowały również dla Kylie Minogue, Britney Spears, Cheryl Cole, Sophie Ellis-Bextor, Armin Van Buuren i Kelly Rowland. Ukazał się również singiel "Irresistible", który zdobył pierwsze miejsce w notowaniu Club UK.

### 2011
W lipcu po występie na festiwalu Tomorrowland w Belgii siostry napisały wspólnie z Afrojack  kawałek pt. The Way We See The World, który stał się oficjalnym hymnem imprezy w roku 2012. Napisały też utwór Night of Your Life, który wykonała Jennifer Hudson na nowym albumie Davida Guetty Nothing but the Beat.

### 2012
Singiel You Gonna Love Again został ujawniony w 2011 i zajął pierwszą pozycję w notowaniu Hype Machina. Został on jednak oficjalnie wydany w 2012.
Nervo rozpoczął swoją produkcję muzyczną w 2013 (po Like Home z Nicky Romero) od singla  Hold on, który został wydany na iTunes 9 kwietnia. Teledysk do singla został zaprezentowany 19 kwietnia.

## Dyskografia
- Collateral (2015)